# 赛萨克
赛萨克（法語：Saissac，法語發音：[sɛsak] ⓘ），法国南部市镇，位于奥克西塔尼大区奥德省，隶属于卡尔卡松区，其市镇面积为57.03平方公里，2022年1月1日时人口数量为909人，在法国城市中排名第10,624位。
赛萨克位于奥德省西北部，北侧与塔恩省接壤，是一个区域性的中心市镇，多条公路在此交汇。

## 地名来源

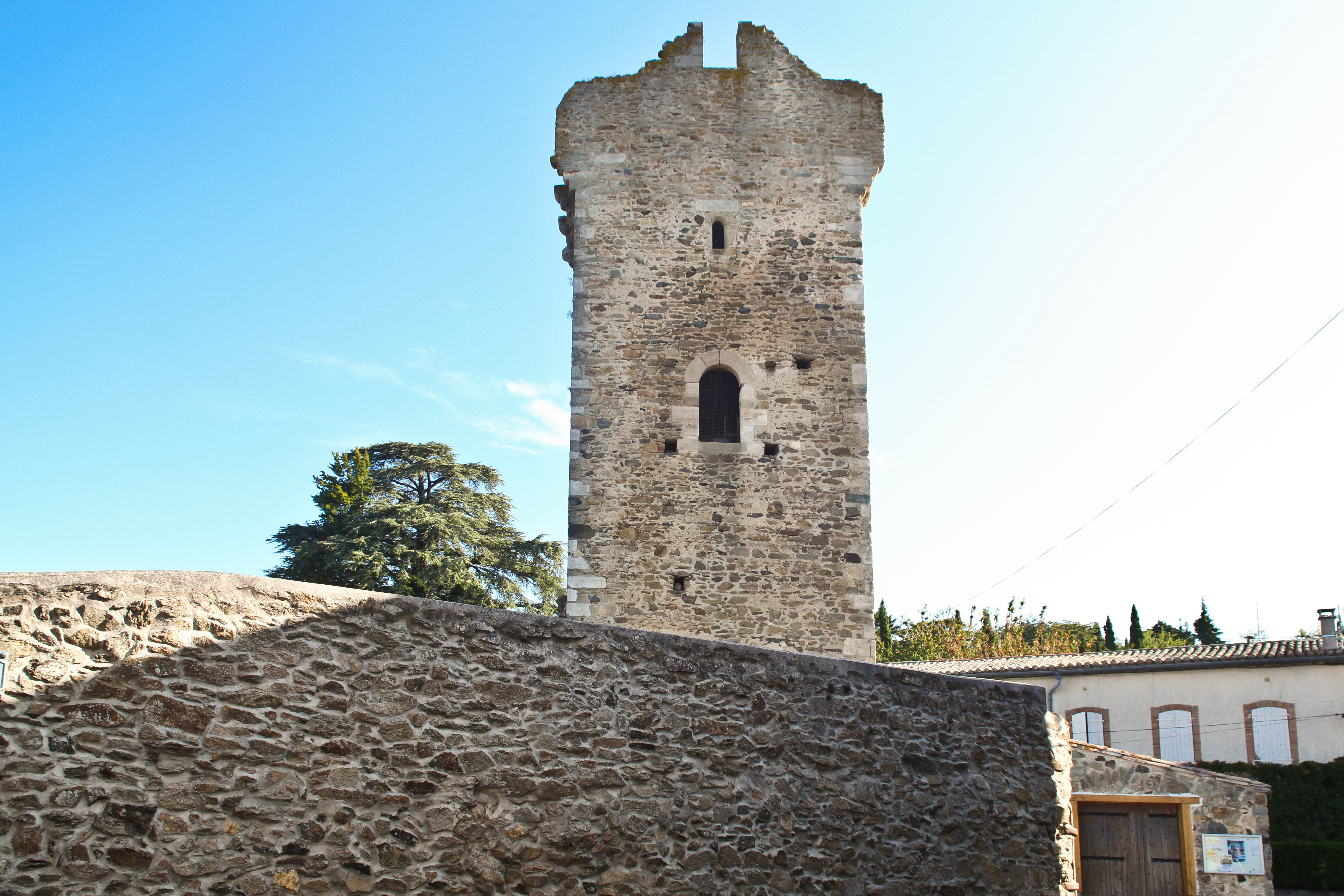
赛萨克城墙塔楼

“Saissac”一名可能出自古罗马人名“Saxiago”。
赛萨克所处区域历史上曾通行奥克语，“Saissac”在奥克语维基百科中对应的拼写形式与之相同，在同语言的Openstreetmap中则被标记为“Saiçac”。

## 历史
赛萨克的早期历史尚不清楚，一般认为其聚落的形成与当地的城堡密切相关。赛萨克城堡最初于公元960年被提及。阿尔比十字军初期，赛萨克领主慌乱外逃，赛萨克城堡落入蒙莫朗西伯爵马尔利的布沙尔之手。1518年，赛萨克被贝尔尼家族继承，此后该城堡又几经易手，宗教战争期间当地曾驻扎了一支天主教军团。法国大革命后，赛萨克成为奥德省的一个市镇。20世纪初，奥德省地方铁路公司曾计划修建连接赛萨克的铁路，但最终未能完成。

## 地理

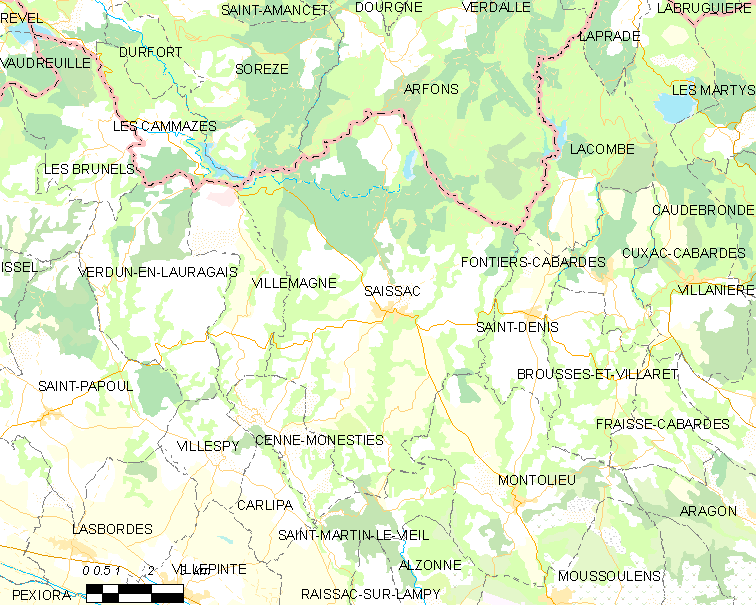
赛萨克市镇范围地图

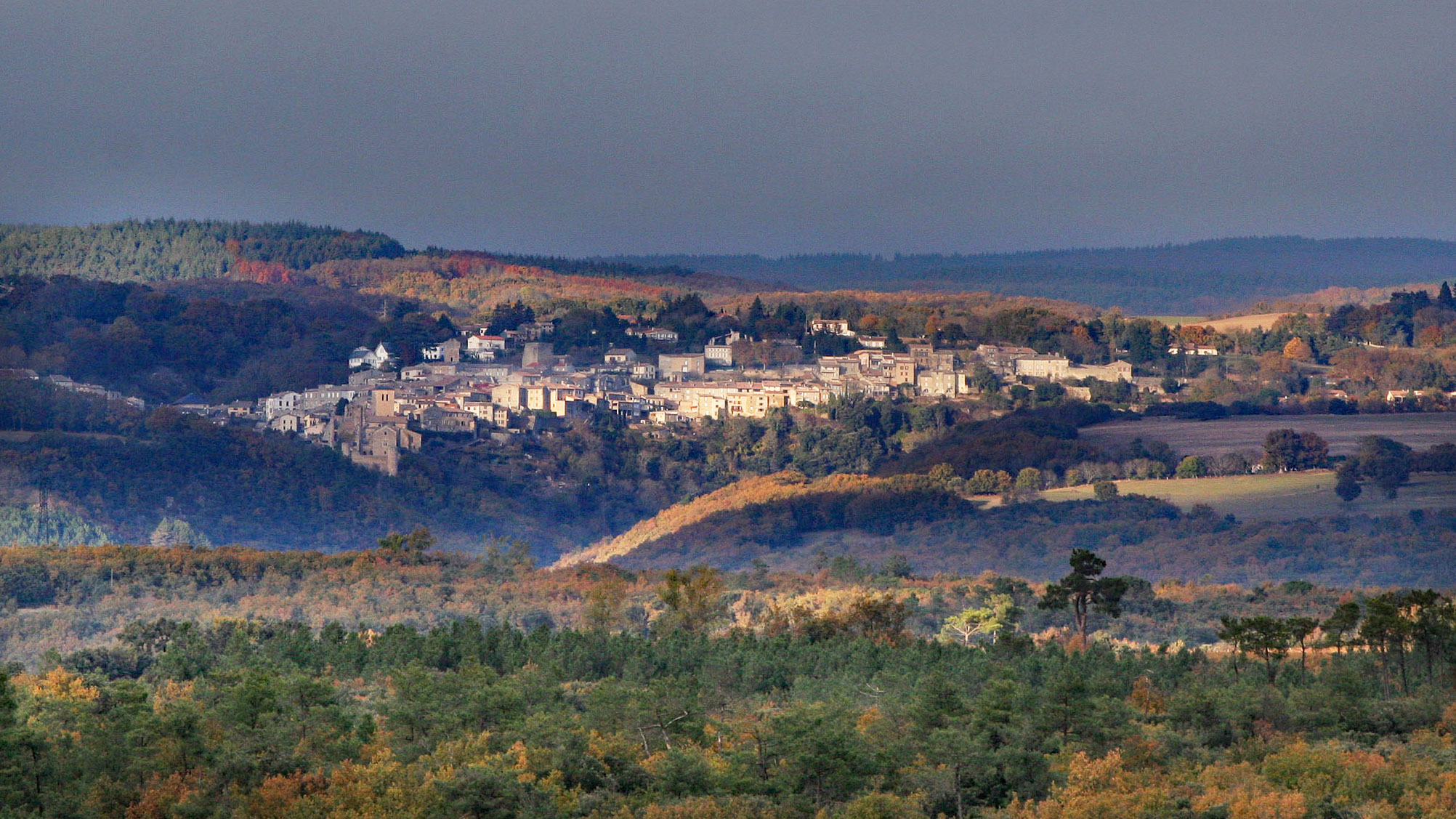
远眺赛萨克

赛萨克位于法国南部，奥克西塔尼大区中南部和奥德省西北部，距离省会卡尔卡松大约25公里。与赛萨克接壤的市镇包括：莱卡马兹、索雷兹、阿尔丰、拉孔布、维勒马涅、塞讷莫内斯蒂耶、圣但尼、圣马丹勒维耶伊和蒙托略。

### 地形
赛萨克位于法国中央高原南部边缘，卡巴尔代斯腹地，该区域历史上因驻扎卡特里派而又被称为“卡特里地区”。赛萨克境内以丘陵为主，市镇中心位于一处河谷外侧高地上，地势较为复杂，部分区域起伏明显，全境海拔在166到742米之间。

### 水文
赛萨克位于奥德河流域范围内，韦尔纳索讷河自东北向南流经镇中心，此外市区北部有一处人工水库。

### 植被
赛萨克属于温带阔叶混交林区，部分低海拔地区有硬叶林分布，林地广泛分布于河谷地区。
在鲜花城市的评比中，赛萨克暂未被评级。

### 气候
赛萨克在柯本气候分类法中属于带有地中海特征的温带海洋性气候（Cfb）。

## 行政区划
赛萨克的市镇编号为11367，邮政编号为11310。
在行政管理方面，赛萨克隶属于法国奥克西塔尼大区奥德省卡尔卡松区；在地方选举方面，赛萨克隶属于拉马勒佩尔-努瓦尔山县，其市镇范围全境被划入奥德省第三选区；在社会管理方面，赛萨克是努瓦尔山市镇公共社区的组成部分。
截至2023年8月，赛萨克市镇范围内暂无任何城市敏感街区及城市政策优先街区。
法国国家统计与经济研究所（简称）在进行数据统计时，未将赛萨克划入任何城市核心区（Unité urbaine）及城市区（Aire urbaine）。自2020年起，赛萨克被划入包含115个市镇的卡尔卡松城市辐射区。此外，还将赛萨克市镇整体看作一个“块区”（IRIS），以便于统计人口分布情况。

## 交通

### 公路
奥德省省道D4线、D103线、D164线、D408线和D629线在赛萨克境内交汇。奥克西塔尼大区下属的城际客运提供校车巴士线路，可前往周边部分市镇。
2019年，53.2%的赛萨克家庭拥有至少一辆私人汽车。2021年，赛萨克境内共发生各类交通事故3起，造成3人重伤。
| 10 | 25 |

| 11 | 19 |

| 卡尔卡松 | 25 |

| 布拉姆 | 18 |

| 卡斯特尔 | 42 |

| 马扎梅 | 36 |

| 卡斯泰尔诺达里 | 23 |

| 勒韦勒 | 21 |

### 铁路
距离赛萨克最近的运营中的客运铁路车站为18公里外的位于布拉姆站，该站停靠往返于图卢兹和卡尔卡松一线的区域列车，部分车次可直通纳博讷、佩皮尼昂及尼姆。

### 航空
距离赛萨克最近的民用航空站为25公里外的卡尔卡松机场。

### 城市公共交通
赛萨克是卡尔卡松城市公共交通（商业名称为）的服务范围，后者是卡尔卡松城市圈公共社区的城市公共交通系统。截至2023年8月，该系统共包括13条市区公交线路及12条郊区公交线路，其中郊区公交D线经过赛萨克市区。

## 政治
赛萨克的现任市长为埃里克·贝泰耶先生（Eric BÉTEILLE），他是一名无党派人士，在2020年的市政选举中获得了100%的支持率（无其他候选人）。
在2022年的法国总统大选中，法国极右翼政党国民阵线主席玛丽娜·勒庞在赛萨克获得了53.85%的支持率。

## 人口
2020年，赛萨克市镇人口数量为919，在法国排名第10,624位。其中男性431人，女性491人，75岁及以上人口占12.8%，外籍人口数量为65人，人口密度为16人/平方公里，当地居民被称为（男性）或（女性）。2020年，赛萨克境内出生8人，死亡人口21人。
| 赛萨克1901年－2020年人口变化情况 |
|                                  |
| 数据来源：Cassini、INSEE         |

## 经济
截至2023年8月，赛萨克市镇范围内共有各类用人单位（包含自雇）237家，平均历史为18年，均为中小型企业（PME），2023年6月至8月间，当地的经济活力指数为0。（传统餐饮）、（旅游接待）及（信息技术）是当地2021年营业额最高的三个企业，分别为61,571欧元、56,314欧元和48,500欧元。

## 财政与居民收入
2021年，赛萨克的财政收入总额为1,027,550欧元，财政支出总额为850,860欧元，当年的债务总额为975,240欧元。2021年，赛萨克市镇通过增值税获得17,650欧元的收入，此外当地还共获得了30,000欧元的国家直接财政补助。
2019年，赛萨克的人均月收入总额为1,455欧元，低于法国平均水平（2,303欧元）。
2019年，赛萨克境内的青壮年（15至64岁）失业率为16.0%；当地27.1%的家庭拥有纳税资格，平均纳税1,465欧元，低于法国平均水平（4,393欧元）。

## 社会事务

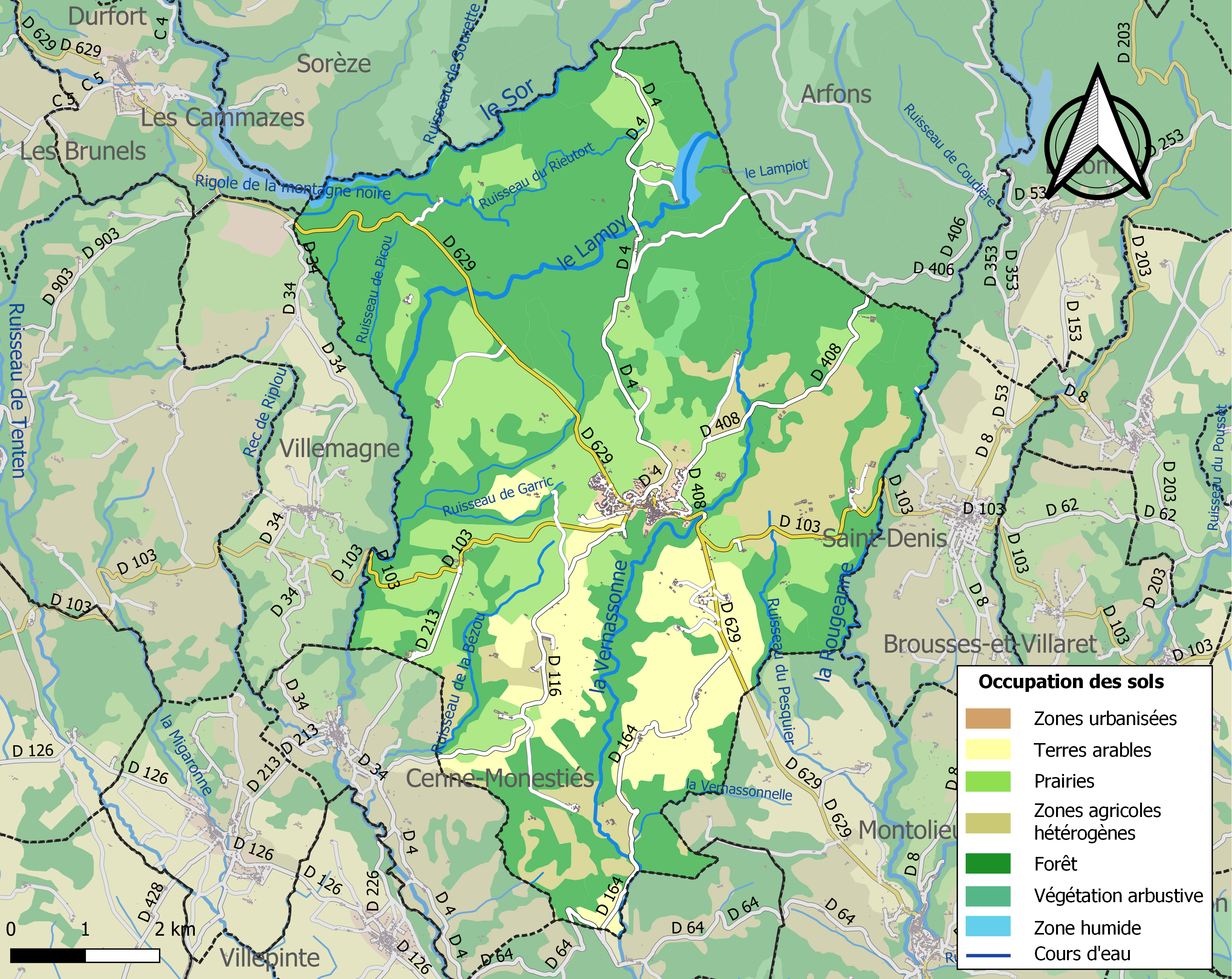
赛萨克土地利用情况地图

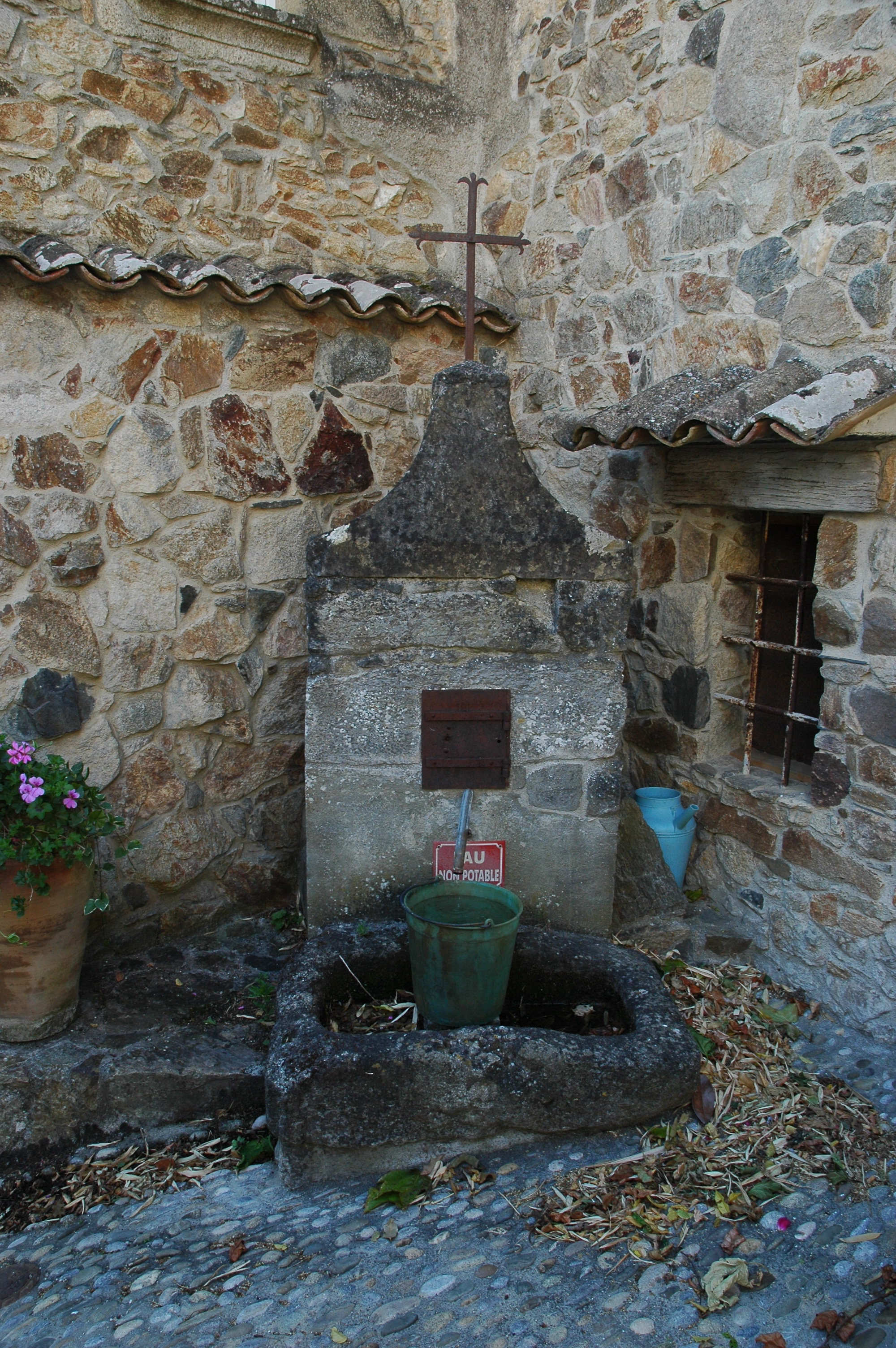
一处街头泉眼

### 教育
赛萨克属于蒙彼利埃学区。截至2021年1月1日，赛萨克境内共有1所小学。

### 医疗
截至2021年1月1日，赛萨克境内共有全科医生3名、保健师2名和护士4名。境内共有药房1家和残疾人帮扶中心1家。
距离赛萨克最近的区域性医疗机构为卡尔卡松中心医院（Centre Hospitalier de Carcassonne），其主病区位于卡尔卡松市区东部，距离赛萨克市区的正常车程大约30分钟，该院设有床位496个，是当地规模最大的公立综合性医院。

### 住房
2019年，赛萨克境内共有各类住房709套，其中92.2%为独立式居民区，6.5%为集中式居民区。常住房屋占赛萨克市镇范围内居民建筑总量的57.7%。
在住房保障政策方面，2021年，赛萨克境内共有150户家庭获得了住房经济补助，受益人数占总人口数量的16.3%，其中144份为房租补助。

### 商业
2021年，赛萨克境内共有各类实体商铺18家，其中餐厅3家、杂货店2家、面包房1家、肉铺1家、美容美发店1家、汽车维修店2家。市区西部建有一家家乐福便民超市。

### 体育
2021年，赛萨克境内共有1处网球场以及1处足球或橄榄球场。
截至2023年8月，蒙托略-赛萨克-穆苏朗斯奥林匹克（Olympique Montolieu Saissac Moussoulens，编号563669）是赛萨克境内唯一的一家注册足球俱乐部，其主队2023至2024赛季参加奥德省足球联赛甲组（法国第九级别），其主场为市政球场（Stade Municipal）。

### 环境
赛萨克的环境事务由其所属的努瓦尔山市镇公共社区联合各级政府协调负责。2021年，赛萨克境内暂无污染企业。

### 治安
2021年，赛萨克市镇范围内有1处宪兵队。
赛萨克及其附近的共196个市镇是卡尔卡松国家宪兵队（zone gendarmerie de Carcassonne）的管辖范围。2020年，该宪兵队累计记录各类案件3,001起，其中盗窃类案件1,561起，经济类案件382起，毒品交易类案件143起。

## 文化

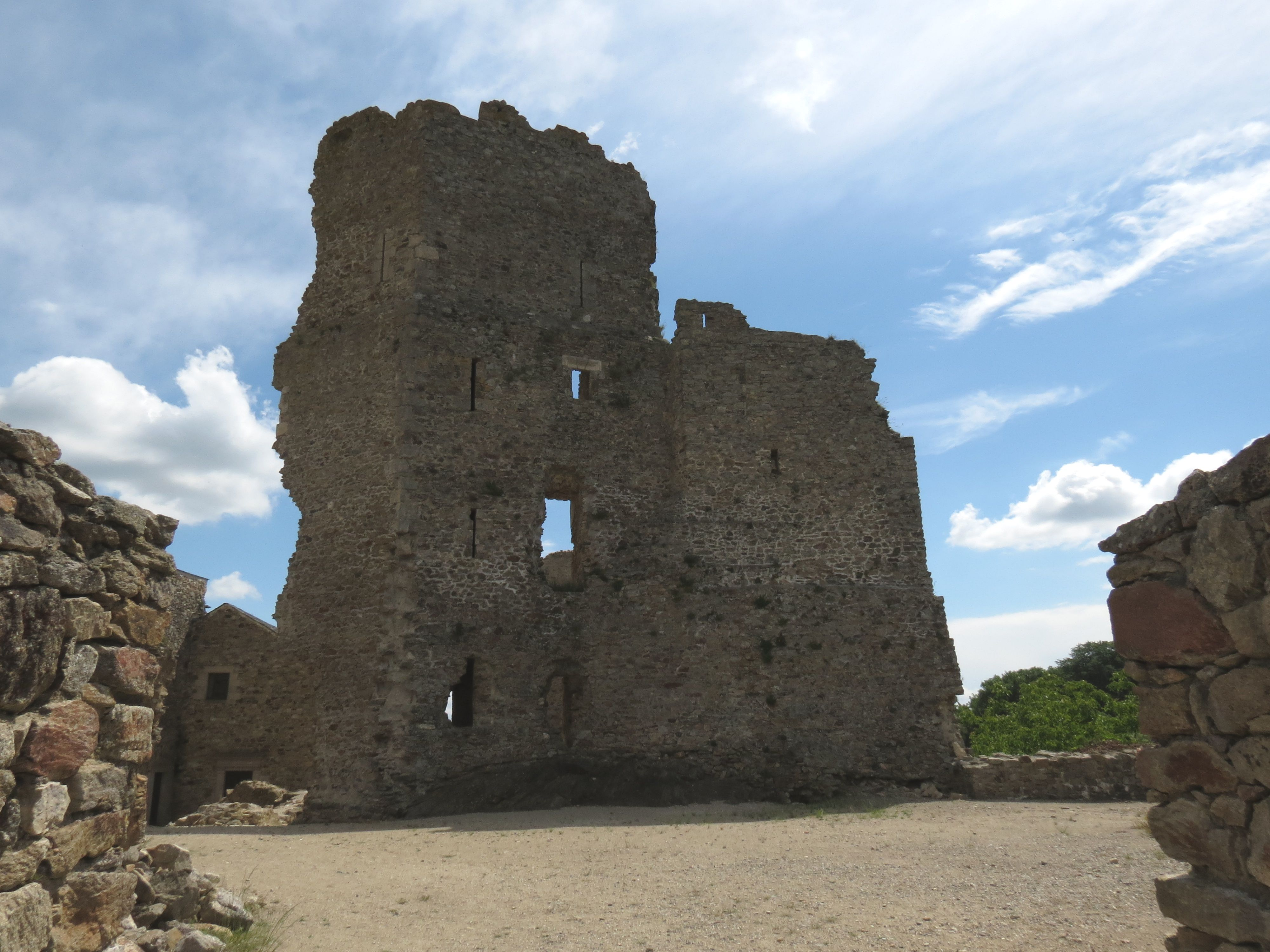
赛萨克城堡遗址

2021年，赛萨克境内共有暂无任何文化设施。赛萨克市政府提供多媒体中心，每周一、三、四、五向公众开放。

### 建筑
赛萨克境内有多处历史建筑，其中赛萨克城堡遗址、赛萨克城墙等为法国国家文物保护单位等，圣米歇尔教堂（Église Saint-Michel de Saissac）亦是当地的地标性建筑物。

### 旅游
赛萨克的旅游事务由其所属的努瓦尔山市镇公共社区负责。2022年，赛萨克境内共有1个露营地，可容纳共78辆露营车。

### 媒体
法国主要的媒体均可在赛萨克接收，法国电视三台下属的奥克西塔尼大区频道在部分时段播出赛萨克所在奥德省的地方新闻。蓝色法兰西奥克西塔尼广播、ViàOccitanie电视台、《南部追寻报》等是当地主要的地方性媒体。

## 友好城市
截至2023年8月，赛萨克暂未建立任何友好城市关系。